# Lògia Alona

Símbol de la maçoneria

La Lògia Alona va ser una lògia maçònica de la ciutat d'Alacant, vinculada al Gran Orient d'Espanya.

## Història
Fou fundada en 1870 i fou la primera lògia creada a la ciutat d'Alacant i la segona a la província, després d'una de fundada a Elx.
El desenvolupament d'aquesta lògia va ser espectacular, el 1878 comptava amb 185 membres actius (el total d'afiliats en els seus primers anys supera els 235), dels quals 109 van ser iniciats en poc més de dos anys (1876-1878), i va establir tallers filials a Asp (lògia Aspis n.120), Crevillent (lògia Espírita n.123/26), Elx (lògia Il·licitana n.124), Dolores (lògia Razón n. 125, l'octubre de 1878 ja havia abatut columnes), Villena (lògia Amor 126/28), Petrer (lògia Consulo n. 128), Monòver (lògia Amistat n.135 –1878-1880-) i Tibi (lògia Unió -n.137 /32 en 1881-) entre 1877 i 1878, a més de produir-se gestions a Onil, Rojals i Torrevella (on posteriorment apareix la lògia Armonía n. 327).
Diversos factors van influir decisivament en aquest creixement. En primer lloc, el 1876 va ser escollit Gran Mestre del Gran Orient d'Espanya Práxedes Mateo Sagasta, cap del partit liberal, amb el consegüent prestigi que això va suposar per a tots els establiments maçònics afavorits sota aquesta obediència.
D'altra banda, determinats sectors republicans que la restauració borbònica havia deixat fora de la vida política, molt influenciats pel fet que els principals dirigents republicans alacantins (José Ausó Monzó, Carreras, Amando Alberola Alberola i, molt especialment, Eleuterio Maisonnave Cutayar) havien estat iniciats en la Lògia Alona el 1876, van veure en la maçoneria una institució que, per les seves especials característiques, podia servir per a la propagació dels seus ideals i per a la reunió i contactes entre els seus simpatitzants.
L'expansió a la província es va fer, en paraules d'Eleuterio Maisonnave, orador de la lògia Alona el 1878, valent-se dels amics particulars de les localitats on s'havien d'instal·lar les lògies, la qual cosa, per exemple, hom pot observar clarament a Crevillent, amb la iniciació de bona part del comitè local dels republicans possibilistes.
Per problemes interns de l'obediència maçònica, la lògia Alona va entrar en una crisi que va fer que desaparegués el 1878. En la primavera de 1903, un grup de trenta maçons decideixen refundar-la, però només dura tres anys fins que definitivament abat columnes. Alguns dels seus membres van seguir la seva activitat maçònica en la Lògia Constante Alona.

## Membres històrics
- Eleuterio Maisonnave Cutayar
- José Ausó y Monzó
- Amando Alberola
- Enrique Carratalá Utrilla, Atila
- Rafael Estela Chaques, Platón
- Godofredo García-Pujol Calamarte, Neptuno